# Forgách Ferenc (esztergomi érsek)

Forgách Ferenc

Ghymesi és gácsi gróf Forgách Ferenc (1560 – Szentkereszt, 1615. október 16.) bíboros, prímás, esztergomi érsek.

## Életútja

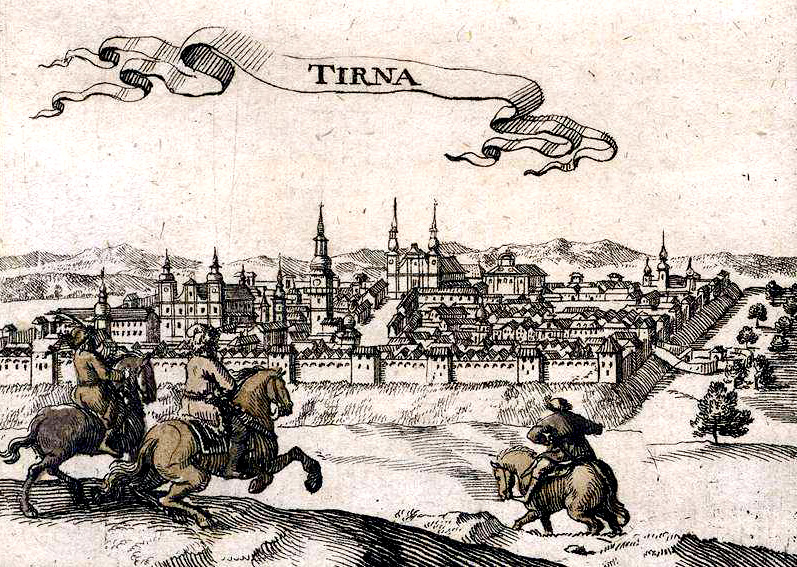
Nagyszombat 1600 körül

Az ősrégi nemesi származású Forgách család sarja. Forgách Simon dunántúli főkapitány és Pemflinger Orsolya fia, Forgách Ferenc humanista történetíró és váradi püspök unokaöccse, akinek kívánságára a lutheránus vallásból még gyermekként katolizált.
Pályáját Báthory István lengyel királyi udvarában kezdte apródként. Báthory Andrást elkísérte első római útjára. 
Teológiai tanulmányait a római jezsuita kollégiumban végezte, ahol Bellarmin Szent Róbert nagy hatással volt rá. Egy ideig jezsuita is akart lenni. Hazatérve 1586-tól esztergomi kanonok, majd 1587. július 22-étől veszprémi megyés püspök, de valószínűleg soha nem járt az egyházmegyéjében. A szentszék soha nem erősítette meg e méltóságában.

### Nyitrai püspök
1596. július 10-étől nyitrai megyés püspök. 1600 április 30-án szentelte fel Martin Brenner, seckaui püspök. A nyitrai egyházmegyében újjászervezte a székeskáptalant, püspöki prédikáció révén éppúgy, mint a jezsuiták intenzív támogatásával a katolizáció ügyét igyekezett előmozdítani. Ha lehetősége nyílt rá, erővel is eltávolíttatott protestáns prédikátorokat, templomokat vett vissza. Pázmány Péter műveinek kiadását jelentős összegekkel támogatta. Mint a magyarországi ellenreformáció egyik vezetője a jezsuitákra támaszkodott, 1601-ben érkezett udvarába Pázmány Péter, akivel új káptalan statutumokat dolgoztatott ki a tridenti zsinat szellemében. Barbiano di Belgioioso gróf, kassai főkapitány az ő kérésére vette vissza erőszakkal a kassai Szent Erzsébet-templomot a protestánsoktól.

### Esztergomi érsek, bíboros
A Habsburg-udvar híve volt, s mint ilyen 1606-tól kancellár, 1607. július 4-étől esztergomi érsek és II. Rudolf magyarországi helytartója. 1607. december 10-étől bíboros, azonban sohanem ment Rómába a vörös bíborosi kalapot és a bíborosi jelvényeket átvenni. Esztergomi érsekként ő koronázta meg II. Mátyást magyar királlyá 1608. november 19-n Pozsonyban.
1611-ben Forgách vezette a nagyszombati zsinatot. Ezzel a lépéssel tulajdonképpen kezdetét vette a trienti program átfogó magyarországi megvalósítása. A Placido de Marra bécsi pápai nuncius jelenlétében megtartott zsinat a katasztrofális paphiány miatt elrendelte szemináriumok felállítását. A püspököktől megkövetelte, hogy gyakrabban prédikáljanak és tartózkodjanak székhelyükön. A plébánosoknak a rendszeres templomi katekizmusoktatáson kívül megparancsolta, hogy vezessenek névsort a plébániájuk területén lakó, iskolára alkalmas gyermekekről, és buzdítsák a szülőket: küldjék el gyermekeiket az iskolai oktatásra. Ahol a vizitáló főesperes hiányosságokat talál a gyermekek oktatásában, ott a plébánosoknak a vizitáció után havonta jelentést kell küldeniük az érseknek. A zsinat ez utóbbi határozatai arról tanúskodnak, hogy a trienti katolicizmus nagy gondot fordított a népoktatás fejlesztésére, és ennek következtében a királyi Magyarországon a katolikus kisiskolák hálózata lassan kiépült, szervezete megszilárdult.
Részt vett a Bethlen Gáborral folytatott nagyszombati béketárgyaláson. Pázmányt követségbe küldte Rómába, s elérte általa, hogy a klarisszák Nagyszombatból Pozsonyba költözzenek, és zárdájukat 1615 tavaszán átadta a jezsuitáknak.
Utódja Veszprémben 1596. július 10-étől Monoszlói András, Nyitrán 1607. július 7-étől Szuhay István, Esztergomban 1616. szeptember 28-tól Pázmány Péter.

## Szövegkiadások
- Forgách Ferenc okmánytár. Levelek és iratok, 1586-1615; sajtó alá rend., tan. Kruppa Tamás; MTA-PPKE Fraknói Vilmos Római Történeti Kutatócsoport–ELKH BTK Moravcsik Gyula Intézet, Budapest–Róma, 2022 (Bibliotheca Historiae Ecclesiasticae Universitatis Catholicae de Petro Pázmány Nuncupatae Ser. 1. Collectanea Vaticana Hungariae Classis 2.)